# Рикор, Жан Франсуа
Жан-Франсуа Рикор (21 сентября 1759, Грас — 21 февраля 1818, Париж) — французский революционер, бывший в 1784 году королевским нотариусом и членом адвокатской коллегии Экс-ан-Прованса.

## Биография
Будучи депутатом от Граса в Учредительном собрании, он основал в городе клуб якобинских патриотов под названием «Клуб фи́говых деревьев» (фр. Club de la Figuière), потому что члены клуба собрались в саду, где рос инжир. 5 ноября 1791 был избран мэром города, а в 1792 году был избран в Национальный конвент депутатом от департамента Вар; был одним из монтаньяров. Организовал в департаменте революционное правительство.
Рикор голосовал за смертный приговор королю Людовика XVI без возможности апелляции или отсрочки. Будучи близким соратником братьев Робеспьеров, был отправлен в качестве комиссара-представителя Конвента в Тулон, где встретился с капитаном артиллерии Наполеоном Бонапартом. Как и его зять Антуан Берар (революционер и торговец парфюмерией в Грасе, который в 1795 году был первым президентом первого кантонального муниципалитета Граса), Рикор поддержал публикацию брошюры Наполеона «Ужин в Бокере». Руководил подавлением восстания федералистов на юге. В 1794 году он вместе с Огюстеном Робеспьером был комиссаром Конвента в Итальянской армии. Его преемником на должности мэра Граса стал граф д’Эсклапон, придерживавшийся умеренных взглядов.
После падения Робеспьера 24 августа 1794 года Камбон осудил Рикора за то, что тот реквизировал продовольствие, предназначенное для Генуи, но к ответственности Рикор привлечён не был. Затем ему было предъявлено обвинение в поддержке прериальского восстания, но он попал под амнистию, которая знаменовала собой его отделение от Конвента. Обвинённый в участии в Заговоре Равных вместе с Гракхом Бабёфом и его сторонниками, он был оправдан Верховным судом. При Консулате и Первой империи его якобинское прошлое привлекало к нему внимание полиции Наполеона, и он находился под наблюдением. В 1815 году во время Ста дней Наполеон назначил его генеральным комиссаром полиции Байонны; эту должность он занимал всего несколько месяцев. После реставрации Бурбонов Рикор попал под действие закона о цареубийцах и был выслан в Бельгию. Умер 21 февраля 1818 года в Париже.